# Clarkston (Michigan)
Clarkston – miasto w Stanach Zjednoczonych, w stanie Michigan, w hrabstwie Oakland.